# Variation du moment de transit
La recherche de variations du moment du transit ou variation de la chronométrie du transit (en anglais : transit-timing variation, en abrégé TTV) est une méthode utilisée notamment pour détecter des exoplanètes qui consiste à déterminer si le transit d’une planète devant son étoile se produit avec une périodicité stricte ou s’il présente une variation. Cette technique est extrêmement sensible et permet de détecter des exoplanètes supplémentaires dans des systèmes planétaires dans lesquels une planète qui transite est déjà connue. Avec cette technique, des planètes de masse aussi petite que celle de la Terre peuvent être détectées. Elle est complémentaire de la recherche de variations de la durée du transit.

## Détails
Dans un système planétaire dans lequel une planète qui transite est déjà connue, une planète supplémentaire peut produire des perturbations gravitationnelles suffisantes pour faire varier les temps de transit de façon observable. Même si l'effet Doppler de la nouvelle planète sur son étoile n'est pas mesurable, ces variations des temps de transit sont suffisantes pour estimer la masse de la planète.

## Résultats
D’après la base de données NASA Exoplanet Archive, au 22 janvier 2015, quinze exoplanètes confirmées ont été découvertes par la méthode. La première d’entre elles est Kepler-19 c : sa découverte, par la variation du moment de transit de Kepler-19 b, a été annoncée le 6 décembre 2011. Antérieurement, la détection de variations du moment de transit de WASP-3 b (en) avait été annoncée le 1er octobre 2010 mais l’existence d’une exoplanète (WASP-3 c) a été réfutée en décembre 2012.